# Artur Agostinho
Artur Agostinho (25. december 1920 – 22. marts 2011) var en portugisisk journalist, skuespiller og forfatter, der modtog den portugisiske orden Ordem Militar de Sant'Iago da Espada (Santiago af Sværdets Orden).